# 道の駅月山

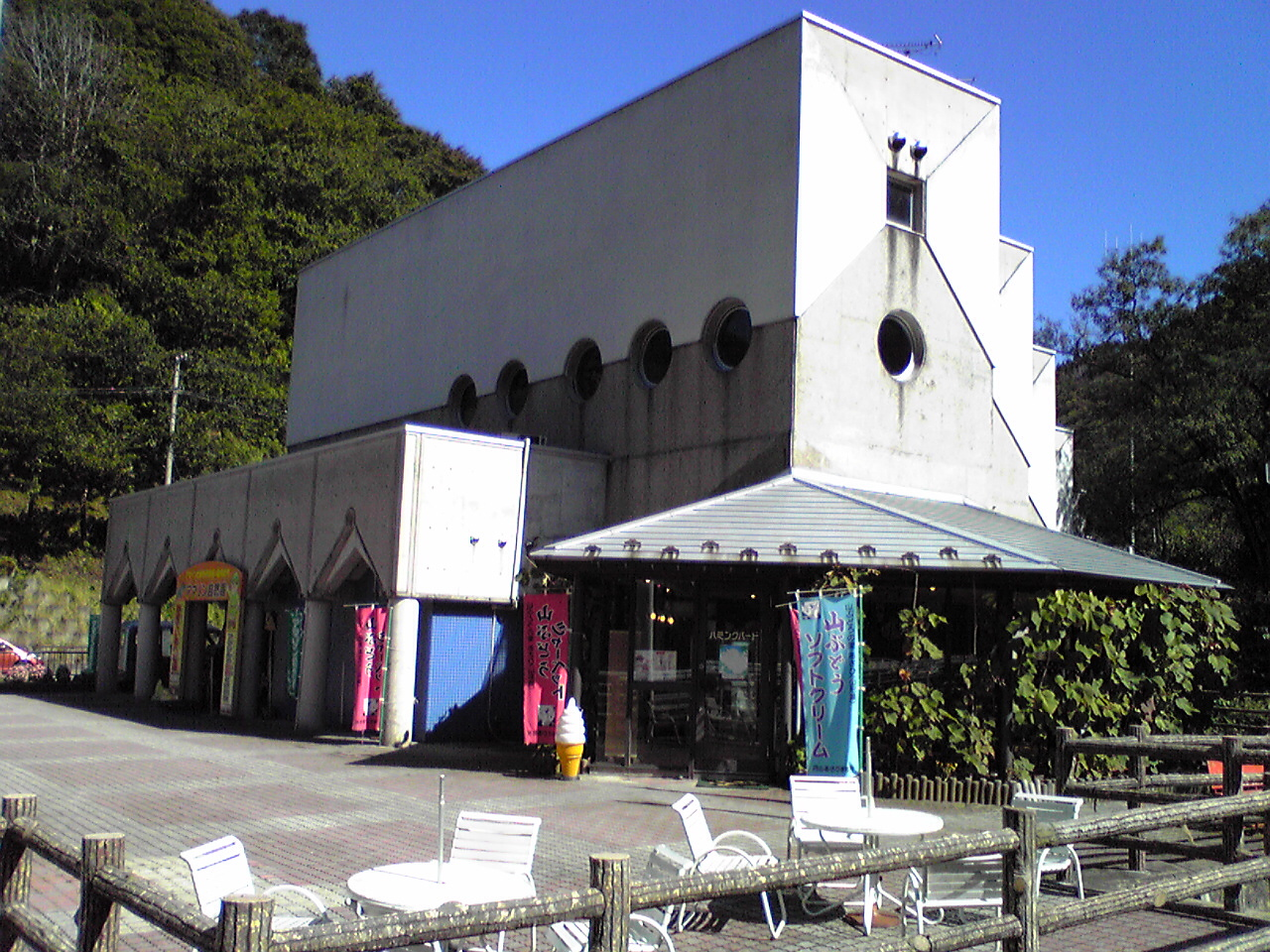
アマゾン自然館

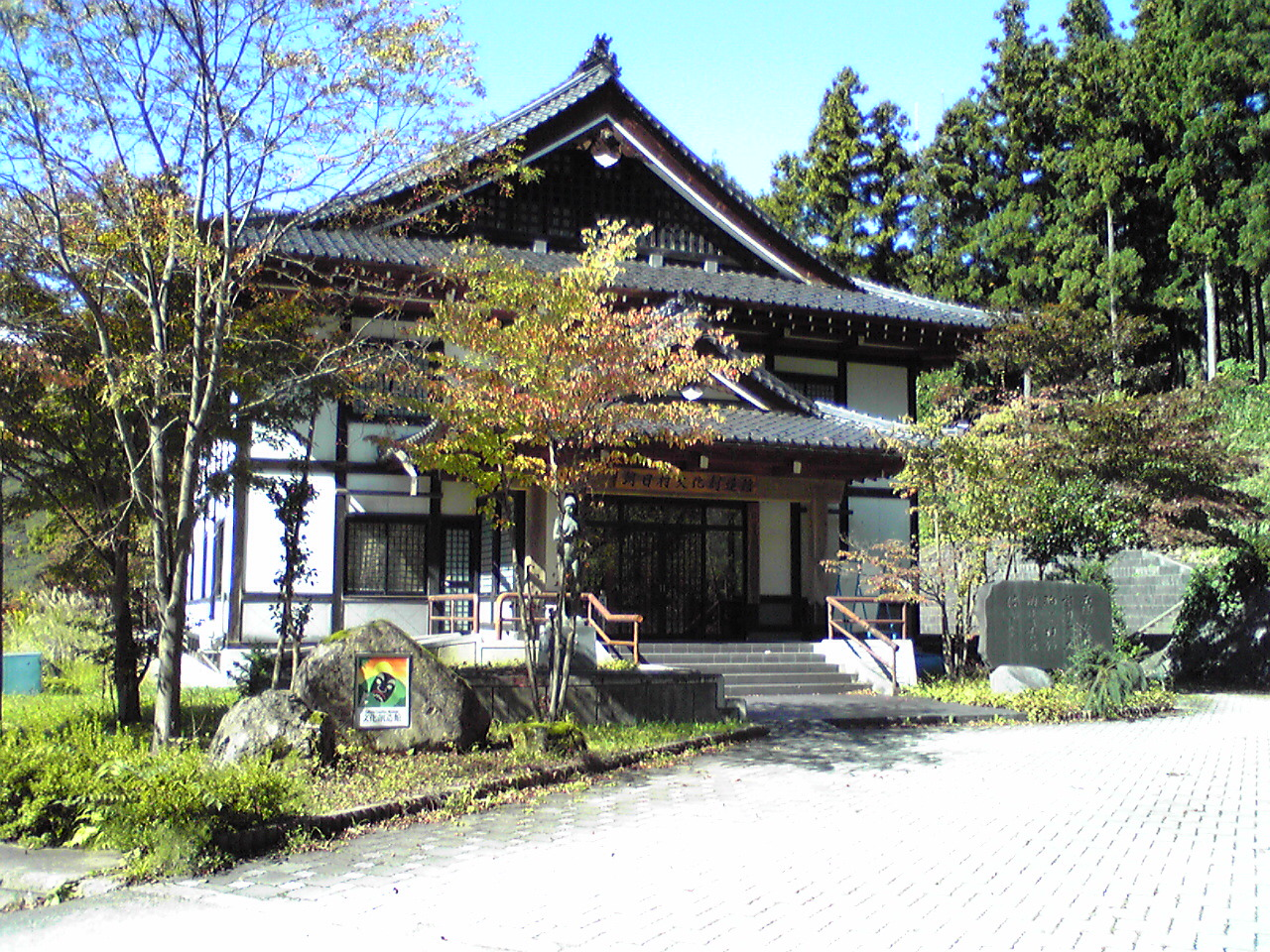
文化創造館

道の駅月山（みちのえき がっさん）は、山形県鶴岡市越中山にある国道112号の道の駅である。愛称は月山あさひ博物村。
1993年（平成5年）4月22日に道の駅に登録された。

## 施設
- 駐車場
  - 普通車：140台
  - 大型車：9台
  - 身障者用：5台
- トイレ （いずれも24時間利用可能）
  - 男：大 6器、小 15器
  - 女：13器
  - 身障者用：1器
- 公衆電話：3台
- 公衆FAX：1台
- 山ぶどう研究所
- アマゾン自然館
- 文化創造館
- トンネルピット
- 古の里交流農園
- 物産館
- 喫茶コーナー

- かつてはバンジージャンプも行っていたが、運営会社のスタッフが事故死したため廃業した[1]。

## 休館日
- 第4月曜日（11月 - 3月）

## アクセス
- 国道112号
  - 施設は国道112号の南側（鶴岡市方面側）にあり、駐車場は北側（寒河江市方面側）にあり、地上には横断歩道などがなく、地下通路で連絡する。